# Тома, Клемент
Жак Леон Клемент Тома (фр. Jacques Léonard Clément-Thomas (Clément Thomas); 1809, Либурн — 18 марта 1871, Париж) — французский генерал. Командующий национальной гвардией Парижа (1870).
При правительстве Луи-Филиппа исполнял должность подставного ответственного редактора республиканской газеты «National». После февральской революции 1848 года он был избран в депутаты Национального собрания от департамента Жиронды. Затем он получил повышение с вахмистра до генерала, возглавив Национальную гвардию Сены при подавлении июньского восстания рабочих.
В 1849 году избирался в Законодательное собрание, однако потерпел неудачу. Выступил против декабрьского переворота Луи Бонапарта в 1851 году, но после неудавшейся попытки поднять народ Жиронды на протест, эмигрировал сначала в Бельгию, затем — в Люксембург.
Вернулся во Францию после провозглашения республики 4 сентября 1870 года, был назначен командующим национальной гвардией Парижа в связи с начавшейся осадой в ходе франко-прусской войны. В короткое время численность Национальной гвардии достигла 300 тысяч человек.
Сразу после вступления в должность генерал принял меры к наведению порядка и дисциплины: строго взыскивал с отступавших от установленного порядка, распускал некоторые пролетарские батальоны под предлогом трусости в битве при Шампиньи (2 декабря 1870). Вызывал против себя ненависть рабочих и революционеров тем, что противился всеобщему вооружению, стравливал между собой буржуазные и рабочие батальоны и отстранял офицеров, которые выступали против стратегии Трошю.
Участвовал в провальной попытке прорвать кольцо осады 19-20 января 1871 года, известной как битва при Бюзенвале. Однако 14 февраля подал в отставку в связи с капитуляцией Парижа.
Накануне восстания национальных гвардейцев против попытки забрать артиллерию представил военному министру Лефло свой проект «раз навсегда покончить с la fine fleur (цветом) парижской canaille (черни)». Уже в сам день спровоцированного восстания, 18 марта 1871 года, переодевшийся в гражданскую одежду Клемент шпионил на улицах Парижа, зарисовывая планы баррикад Монмартра, однако был узнан в толпе и, не сумев от страха сбежать, был затем расстрелян. Клеман Тома был одной из двух единственных жертв восстания 18 марта наряду с генералом Леконтом, который пытался четырежды отдать приказ стрелять в безоружную толпу на площади Пигаль, за что и был убит своими же солдатами.